# After the Gold Rush
After the Gold Rush (в переводе с англ. — «После золотой лихорадки») — третий студийный альбом канадского автора-исполнителя Нила Янга, выпущенный в августе 1970 года на Reprise Records.

## Об альбоме
After the Gold Rush стал одной из четырёх пластинок, изданных каждым участником фолк-рокового коллектива Crosby, Stills, Nash & Young вслед за их успешным диском Déjà Vu.
Нил Янг начал записывать этот альбом с участниками Crazy Horse на студии Sunset Sound в Лос-Анджелесе, но из-за ухудшения здоровья ритм-гитариста Дэнни Уиттена он был вынужден продолжить запись с другими музыкантами в подвале собственного дома в Топанга-Кэньоне. Материал был записан в течение весны 1970 года при участии Грега Ривза, Ральфа Молины из Crazy Horse и 18-летнего гитариста Нильса Лофгрена, которому, однако, Янг отвёл роль клавишника.
After the Gold Rush достиг восьмого места в американском чарте альбомов, а два сингла из него «Only Love Can Break Your Heart» и «When You Dance I Can Really Love» заняли соответственно 33-е и 93-е места в хит-параде Hot 100 журнала Billboard. Он получил сертификат дважды платинового диска как в США от организации RIAA в 1986 году, так и в Великобритании от BPI в 2004 году.
Критики не сразу высоко оценили работу музыканта. В первоначальном отзыве журнала Rolling Stone говорилось о том, что хотя альбом и «содержит потенциально первостатейный материал, ни одна песня не выделяется на однородной невыразительной поверхности». Всего пять лет спустя мнение редакции Rolling Stone изменилось, и пластинка была названа «шедевром». Сейчас After the Gold Rush признан одним из классических альбомов в карьере Янга и включён в различные списки лучших записей. Он занял третье место в «Списке 100 лучших канадских альбомов» Боба Мерсеро. В 2003 году он занял 71-е место в списке «500 величайших альбомов всех времён» по версии журнала Rolling Stone и 80-е — в аналогичном рейтинге New Musical Express.

## Список композиций
Все песни написаны Нилом Янгом, если не указано иное.
1. «Tell Me Why» — 2:54
2. «After the Gold Rush» — 3:45
3. «Only Love Can Break Your Heart[англ.]» — 3:05
4. «Southern Man» — 5:31
5. «Till the Morning Comes» — 1:17
6. «Oh Lonesome Me» (Дон Гибсон) — 3:47
7. «Don’t Let It Bring You Down» — 2:56
8. «Birds» — 2:34
9. «When You Dance I Can Really Love» — 4:05
10. «I Believe in You» — 3:24
11. «Cripple Creek Ferry» — 1:34

## Сертификации
| Регион                                                      | Сертификация  | Продажи    |
| ----------------------------------------------------------- | ------------- | ---------- |
| Великобритания (BPI)                                        | 2× Платиновый | 600 000^   |
| Канада (Music Canada)                                       | Платиновый    | 100 000^   |
| Нидерланды                                                  | —             | 40 000     |
| США (RIAA)                                                  | 2× Платиновый | 2 000 000^ |
| ^ Данные о тиражах приведены только на основе сертификации. |               |            |